# Maelstrom (attractie)
Maelstrom was zowel een dark water ride als een film in het Amerikaanse attractiepark Epcot in het Walt Disney World Resort in Florida. De op 5 juli 1988 geopende attractie was gethematiseerd naar Noorwegen en is te vinden in het Noorse paviljoen in het park. Op 5 oktober 2014 sloot Maelstrom zijn deuren om ruimte te maken voor de attractie Frozen Ever After.

## Beschrijving
Bezoekers stapten in naar Vikingschepen gemodelleerde bootjes om een ritje te maken, waar na afloop een film wordt vertoond.

### De rit
De rit nam de bezoekers mee in de Noordse mythologie en de tijden van de Vikingen. Allereerst voeren de bootjes door een aantal scènes met scheepvaarders en Vikingen. Hierna voeren de boten een betoverd moeras binnen en draaide het bootje om, om vervolgens achteruit van een afdaling af te gaan. Tijdens het tochtje door het moeras zag men ijsberen, nikkers en levende bomen. Als het bootje vervolgens stopte voor een waterval, die uitmondt en uitzicht biedt op het plein van het Noorse paviljoen, draaide het weer om om het tochtje vooruit voort te zetten. Het bootje maakte een afdaling en kwam in de Noordzee terecht. De bootjes voeren rakelings langs een booreiland en kwamen ten slotte terecht in een rustige haven. Hier moesten de bezoekers uitstappen.
In het station van de attractie waren op de muurschildering achter het instap-gedeelte twee Hidden Mickey's te vinden. Eén vikinghelm bevatte de oren van Mickey Mouse in plaats van hoorns en één persoon droeg een Mickey Mouse-horloge.

### De film
Na de rit moesten de bezoekers even wachten en werden ze naar een theater geleid, waar een korte film over Noorwegen werd vertoond. Bezoekers konden er ook voor kiezen om de rit meteen te verlaten, maar moesten dan wel wachten tot de filmbezoekers ook verder mochten.

## Concept en ontwerp
Maelstrom was vanaf het eerste concept al bedoeld als een boottochtje, met een deel van de attractie dat achteruit verliep. In eerste instantie was het plan om de hele rit op te bouwen rondom trollen, maar de Noorse sponsoren wilden graag een attractie zien waarbij ook andere facetten van Noorwegen aan het licht kwamen.

## Afbeeldingen

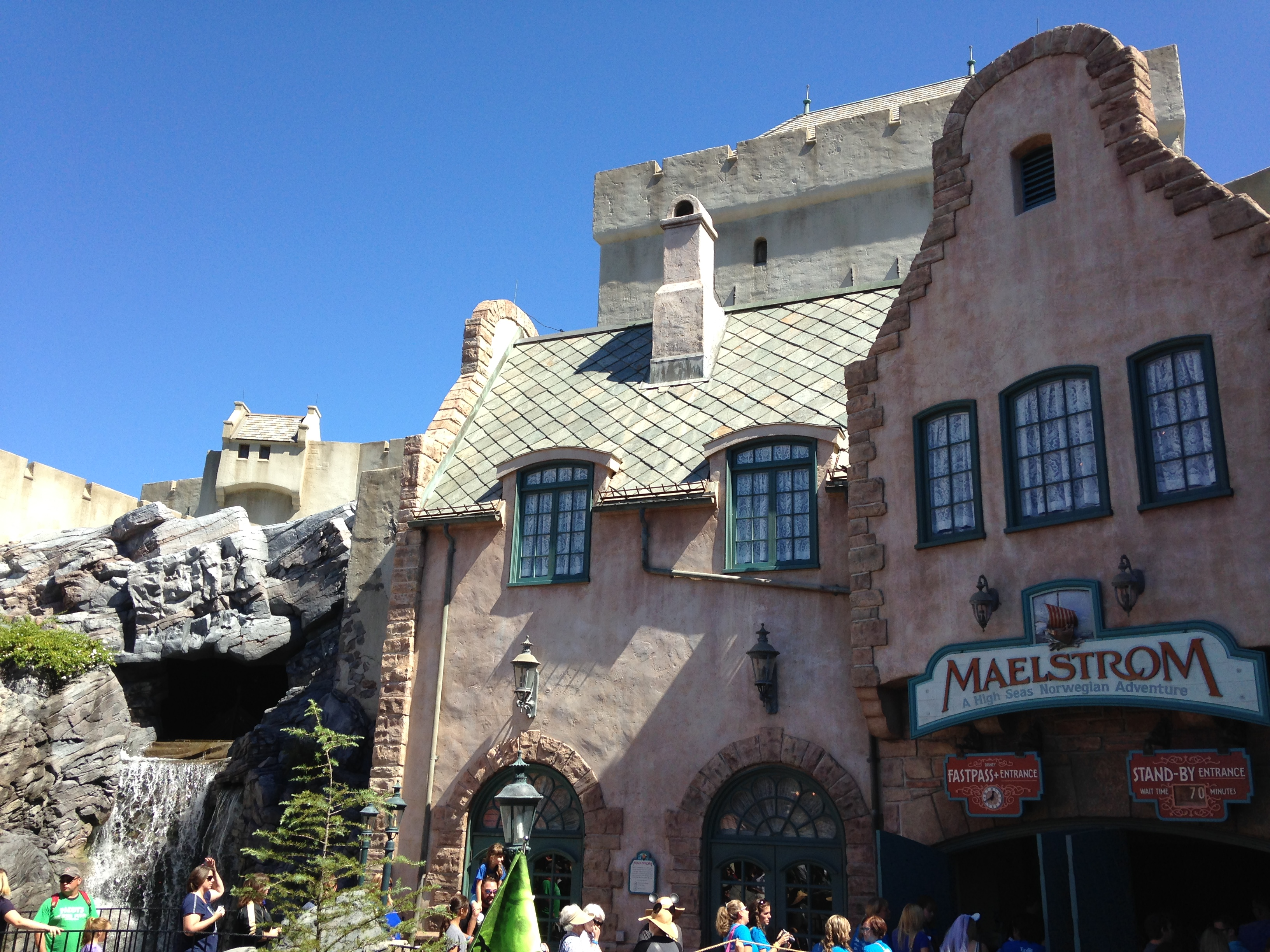
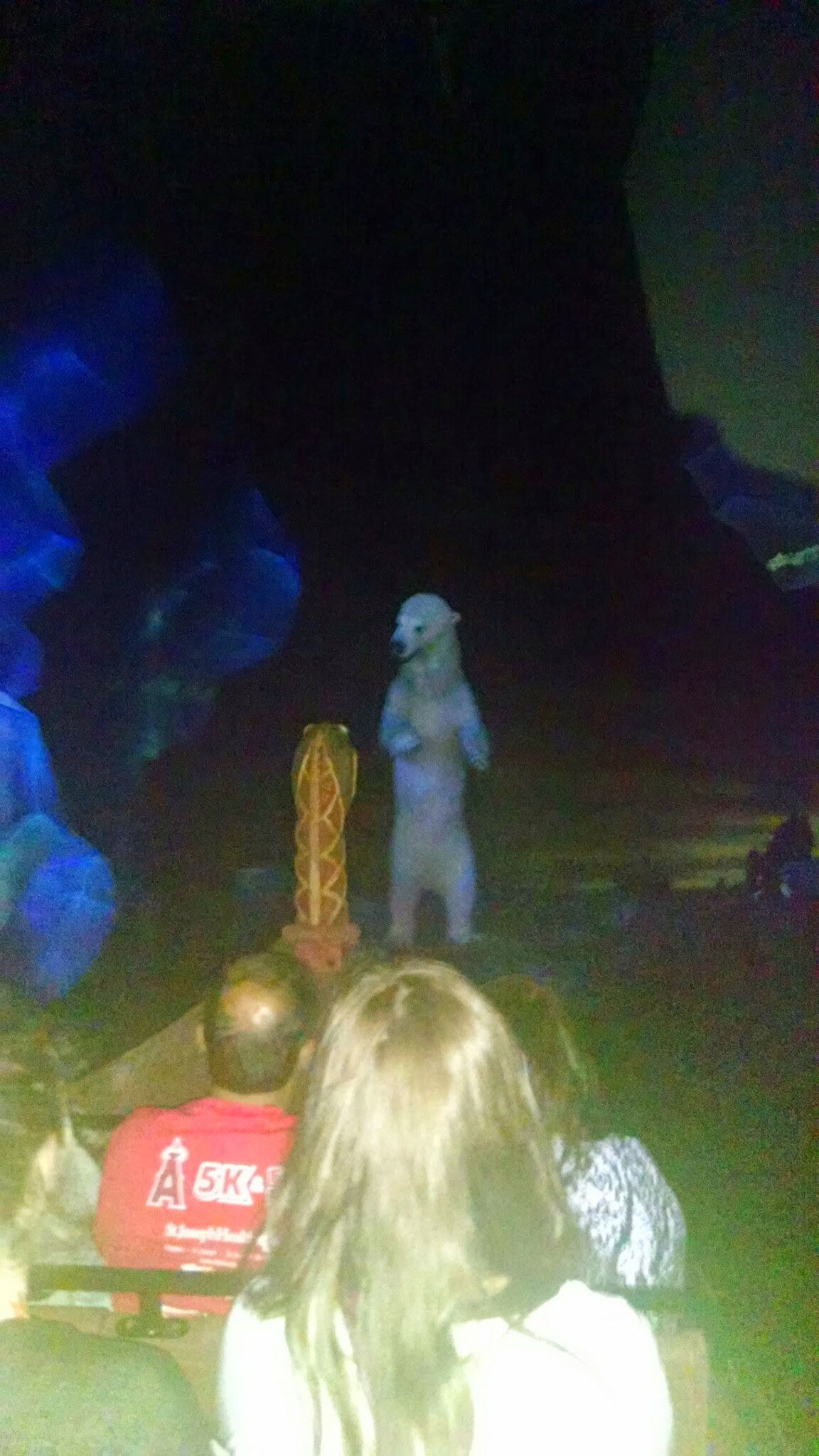

Walt Disney World Resort · Lijst van attracties in Epcot · Fountain of Nations · afbeeldingen